# An Socach (Glen Affric)
An Socach är ett berg i Storbritannien.   Det ligger i kommunen Highland och riksdelen Skottland, i den nordvästra delen av landet, 700 km nordväst om huvudstaden London. Toppen på An Socach är 921 meter över havet, eller 131 meter över den omgivande terrängen. Bredden vid basen är 1,7 km.
Terrängen runt An Socach är huvudsakligen kuperad.Runt An Socach är det mycket glesbefolkat, med 3 invånare per kvadratkilometer. Trakten runt An Socach består i huvudsak av gräsmarker.